# Cardet
Cardet là một xã trong tỉnh Gard thuộc vùng Occitanie, phía nam nước Pháp. Xã Cardet nằm ở khu vực có độ cao trung bình 106 mét trên mực nước biển.